# Salvia sprucei
Salvia sprucei là một cây thân thảo lâu năm thuộc họ Lamiaceae, là loài bản địa của Ecuador, mọc ở độ cao 7.000 foot (2.100 m) hoặc hơn trong bụi rậm trên triền dốc. Nó được nhà thực vật học John Isaac Briquet đặt tên vào năm 1898 để vinh danh nhà sưu tập thực vật người Anh Richard Spruce. Có thể Spruce đã phát hiện ra loài cây này trong chuyến đi sưu tập thực vật ở Ecuador năm 1857.
Salvia sprucei là một cây có nhiều cành, cao tới 12 foot (3,7 m) và tán lá rộng tới 6 foot (1,8 m). Lá hình trứng và có kích thước khác nhau, dài tới 3,5 inch (8,9 cm) và rộng 1,5 inch (3,8 cm). Mặt trên của lá màu xanh pha vàng, mặt dưới có gân trắng và phủ lông. Hoa màu đỏ như ruột dưa hấu, dài 1,5 inch (3,8 cm), mép trên của hoa dạng túi và phủ tơ mịn. Đài hoa màu lục-vàng và khá dài, có thể tới 0,75 inch (1,9 cm). Cánh hoa gắn lỏng và ở trên cụm hoa phân nhánh.